# Motfallstak

Motfallstak eller V-tak är ett yttertak som lutar mot centrum. Taktypen är vanlig på höghus där man vill undanröja risken för snöras.